# Chaplinka (Jersón)
Chaplinka (en ucraniano: Чаплинка; en ruso: Чаплинка) es un pueblo ucraniano perteneciente al óblast de Jersón. Situado en el sur del país, forma parte del raión de Kajovka y es centro del municipio (hromada) de Chaplinka.
El pueblo se encuentra ocupado por Rusia desde febrero de 2022 en el marco de la invasión rusa de Ucrania.

## Geografía
Chaplinka se encuentra a 145 km al sureste de Jersón y a 32 km al norte de Armiansk en el istmo de Perekop.   

## Historia
Fue fundada en 1794, por los primeros pobladores del distrito de Dnipro de la gobernación de Táurida.
El pueblo pasó por varias manos durante la guerra civil rusa, hasta que fue tomado definitivamente por las fuerzas soviéticas el 30 de octubre de 1920. Chaplinka fue el centro del distrito desde 1923. En 1933 se inició la publicación de un periódico regional.
Durante la Segunda Guerra Mundial, Chaplinka fue ocupada por las fuerzas alemanas el 12 de septiembre de 1941, y las familias judías fueron expulsadas o asesinadas. Chaplinka fue liberada por el Ejército Rojo el 31 de octubre de 1943.
Chaplynka tiene el estatus de asentamiento de tipo urbano desde 1956.  En 1957 había una fábrica de ladrillos, una mantequera, un molino, una escuela secundaria, una escuela de siete años, un cine de verano, un cine de invierno, dos bibliotecas y una casa de la cultura.
En la noche del 22 de noviembre de 2015, las torres de alta tensión se volaron cerca de Chaplinka, que suministraba el suministro eléctrico a Crimea, por lo que hubo que declarar el estado de emergencia en Crimea.
A principios de febrero de 2019, se completó el trabajo para aumentar la altura de la torre de televisión en Chaplinka, de 92 a 133 m. Gracias al aumento en la altura de la suspensión de la televisión y antenas confiables, la señal de transmisión de los canales de televisión y estaciones de radio de Ucrania tiene la oportunidad de extenderse a los raiónes de Chaplinka, Kalanchak, Jersón y Krasnoperekopsk en Crimea.
Hasta el 18 de julio de 2020, Chapinka fue el centro del raión homónimo. El raión se abolió en julio de 2020 como parte de la reforma administrativa de Ucrania, que redujo el número de rayones del óblast de Jersón a cinco. El área del raión de Chaplinka se fusionó con el raión de Kajovka.En 2023, Chaplinka perdió el estatus de asentamiento de tipo urbano debido a la eliminación de este estatus administrativo.
A partir del 24 de febrero de 2022, el asentamiento fue ocupado tras la invasión rusa de Ucrania. El 7 de marzo de 2022, los ocupantes dispersaron una manifestación pacífica cerca de Chaplinka y comenzaron a disparar (con dos civiles resultando heridos). Al sur de la ciudad se encuentra el aeródromo de Chaplinka que, a partir del 9 de agosto de 2022, se utiliza como base de las Fuerzas Armadas rusas contra Ucrania.

## Demografía
La evolución de la población de Chaplinka entre 1886 y 2022 fue la siguiente:
| 2722                                                          | 4515 | 6638 | 8925 | 10 559 | 10 619 | 10 006 | 9691 | 9687 | 9415 |
| (Fuente: Cities & Towns of Ukraine y UKRAINE: Größere Städte) |      |      |      |        |        |        |      |      |      |

Según el censo de 2001, la lengua materna de la mayoría de los habitantes, el 92,54%, es el ucraniano; del 5,94% es el ruso.

## Infraestructura

### Transporte
La estación de tren más cercana está en Kalanchak, a 16 km.  

## Personas destacadas
- Mikola Kulish (1892-1937): prosista, dramaturgo y pedagogo ucraniano, considerado una de las figuras principales del Renacimiento fusilado.